# Radosty
Radosty (deutsch Ottendorf) ist ein Ort in der polnischen Woiwodschaft Ermland-Masuren. Er gehört zur Gmina Barczewo (Stadt-und-Land-Gemeinde Wartenburg in Ostpreußen) im Powiat Olsztyński (Kreis Allenstein).

## Geographische Lage
Radosty liegt im Westen der Woiwodschaft Ermland-Masuren, 18 Kilometer nordöstlich der Kreis- und Woiwodschaftshauptstadt Olsztyn (deutsch Allenstein).

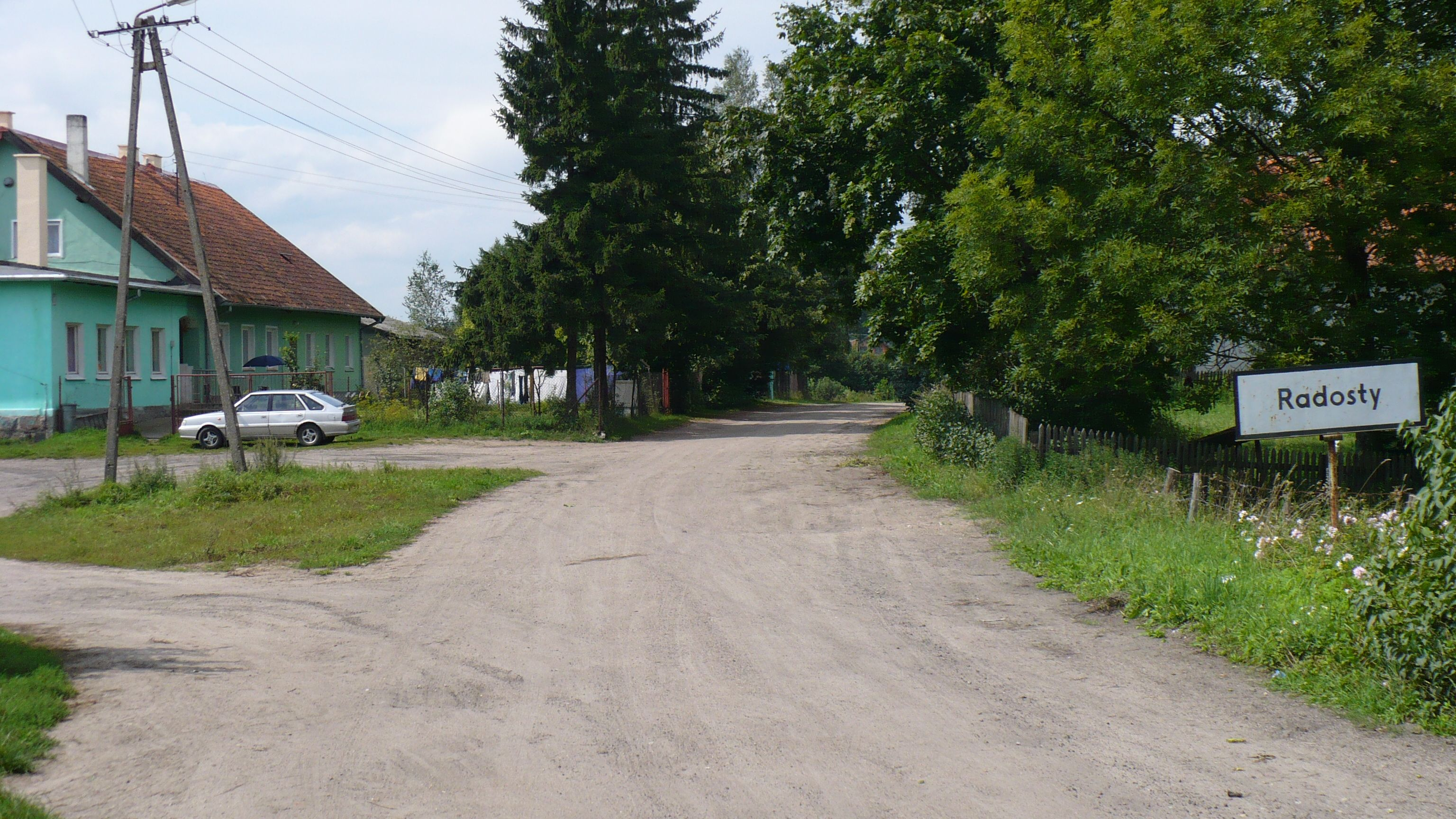
Ortseinfahrt Radosty

## Geschichte
Im Jahre 1353 entstand Ottendorf: Am 25. Mai 1353 gründeten Nikolaus und Katharina von Rogelten das Dorf mit 60 Waldhufen. 1356 erfolgte die Verschreibung des Gutes Ottendorf an die Familie von Rögedlen.
Zwischen 1874 und 1945 war Ottendorf Teil des Amtsbezirks Schönau (polnisch Szynowo) im ostpreußischen Kreis Allenstein.
Im Jahre 1910 zählte Ottendorf 633 Einwohner, im Jahre 1933 waren es 598 und im Jahre 1939 noch 527.
Als 1945 in Kriegsfolge das gesamte südliche Ostpreußen an Polen abgetreten werden musste, erhielt Ottendorf die polnische Namensform „Radosty“. Das Dorf ist heute in die Stadt-und-Land-Gemeinde Barczewo (Wartenberg i. Ostpr.) im Powiat Olsztyński (Kreis Allenstein) eingegliedert, von 1975 bis 1998 der Woiwodschaft Olsztyn, seither der Woiwodschaft Ermland-Masuren zugehörig. Im Jahre 2011 zählte Radosty 179 Einwohner.

## Kirche
Bis 1945 war Ottendorf in die evangelische Kirche Wartenburg (Ostpreußen) in der Kirchenprovinz Ostpreußen der Kirche der Altpreußischen Union, außerdem in die römisch-katholische Kirche Groß Lemkendorf (polnisch Lamkowo) eingepfarrt.
Zur Kirche Lamkowo gehört Radosty katholischerseits auch heute. Die Pfarrei gehört nun zum Erzbistum Ermland. Die evangelischen Einwohner halten sich jetzt zur Christus-Erlöser-Kirche Olsztyn (Allenstein) innerhalb der Diözese Masuren der Evangelisch-Augsburgischen Kirche in Polen.

## Verkehr
Radosty liegt an einer Nebenstraße, die von Lamkowo (Groß Lemkendorf) nach Tuławki (Tollack) führt. Zwei andere Nebenstraßen, die von Szynowo (Schönau) und Radostowo (Freudenberg) kommen, enden in Radosty. Eine Anbindung an den Bahnverkehr besteht nicht.